# Jessica Alyssa Cerro
Jessica Alyssa Cerro (født 14. august 1995) er en australsk sanger. Hun skulle have repræsenteret Australien ved Eurovision Song Contest 2020 i Rotterdam, der imidlertid blev aflyst på grund af COVID-19-pandemien.
Efter at have afsluttet gymnasiet begyndte Cerro at fokusere på sin musikkarriere. I 2013 tog hun scenenavnet Montaigne, da hun stammer fra filosoffen Michel de Montaigne.

## Diskografie

### Album
- Life of Montaigne (2014)
- Glorious Heights (2017)
- Complex (2019)

### Singles
- I Am Not an End (2014)
- I'm a Fantastic Wreck (2014)
- Clip My Wings (2015)
- In the Dark (2016)
- Because I Love You (2016)
- For Your Love (2018)
- Ready (2019)
- Love Might Be Found (Volcano) (2019)
- Don't Break Me (2020)

### Som featured kunstner
- 1995 (2016, Hilltop Hoods & and Tom Thum)
- Feel That (2017, Akouo)
- Best Freestylers in the World (2018, Aunty Donna)